# Mônica Rodrigues
Mônica Rodrigues (Rio de Janeiro, 20 de setembro de 1967) é uma ex-jogadora brasileira de voleibol de praia, que ganhou a medalha de prata no torneio inaugural de voleibol de praia feminino nos Jogos Olímpicos de Verão de 1996, em parceria com Adriana Samuel.
| “ | "Eu e Adriana fomos as primeiras mulheres da história a ganhar uma medalha olímpica, pois nosso jogo acabou primeiro que o da Jackie /Sandra (risos)!" | ” |

## Carreira
Mônica começou a jogar vôlei de praia após ser convidada para jogar um torneio no Chile, em 1990. Na época, ela ainda jogava volei de quadra pela equipe do Rioforte. Em 1992, ela decidiu migrar para o vôlei de praia por ter adorado o jogo e por ser ao ar livre. Formou dupla com Adriana Samuel, sendo uma das primeiras parcerias a existir no Vôlei de Praia brasileiro.
Em 1993, com Adriana Samuel, Mônica conquistou a medalha de ouro nos Jogos Mundiais, disputado na cidade holandesa de Haía.
Em 1994, ela e Adriana Samuel foram a primeira dupla do Brasil (tanto masculina quanto feminina) a conquistar uma etapa do circuito mundial. Jogando em Santos, a dupla derrotou na final a dupla americana Liz Masakayan e Karolyn Kirby. Elas terminariam este ano como campeãs da temporada do Circuito Mundial.
Ao todo, foram 11 anos jogando volei de praia, e onze títulos conquistados.

### Aposentadoria
Em 2005, Mônica teve uma lesão séria no ombro (ele saiu do lugar). Ela, então, resolveu que faria o tratamento com calma. Ficou seis meses tratando e voltou devagar. Em 2007, novamente o ombro saiu do lugar, e ela teve de operar de novo. Como ela já tinha 40 anos, seria impossível voltar a disputar uma partida em alto nível novamente. Foi então que ela resolveu encerrar sua carreira de atleta profissional.
Após a aposentadoria, passou a jogar beach tennis. Em 2010, por exemplo, ela chegou a ocupar a segunda colocação do ranking do estado do Rio de Janeiro na modalidade.